# رینگیت مالزی
رینگیت نام یکای پول کشور مالزی است که با کد ایزو ۴۲۱۷ MYR مشخص می‌شود. رینگیت به ۱۰۰ یکای کوچک‌تر که سن (پیشتر سنت) نامیده می‌شود، تقسیم می‌گردد. مسئولیت کنترل این یکای پول بر عهدهٔ بانک مرکزی مالزی است.

## تاریخچه

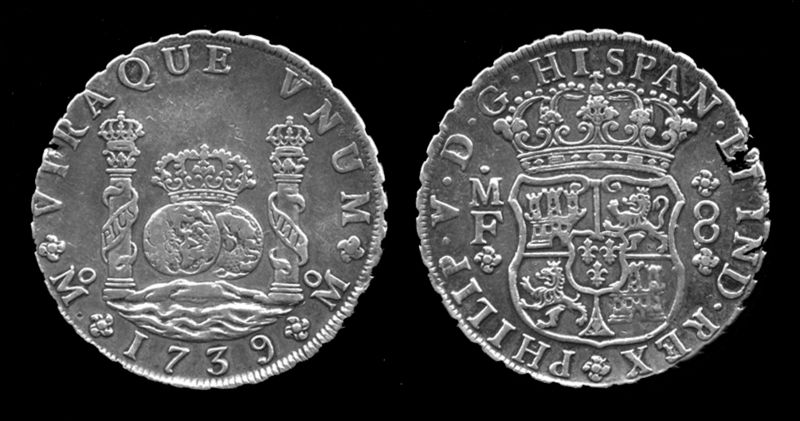
سکه دلار اسپانیایی

دلار اسپانیایی توسط کشتی‌های مانیلا گالنون در قاره‌های آسیا و آمریکا به عنوان نخستین ارز جهانی از سده ۱۶ تا ۱۹ میلادی پخش می‌شد و در بازرگانی به کار می‌رفت. در سده ۱۹ میلادی سه گونه دلار در سرزمین‌هایی که امروزه مالزی را شکل می‌دهند رایج بود:
- دلار شهرک‌های تنگه
- دلار راج ساراواک
- دلار شمال بورنئو

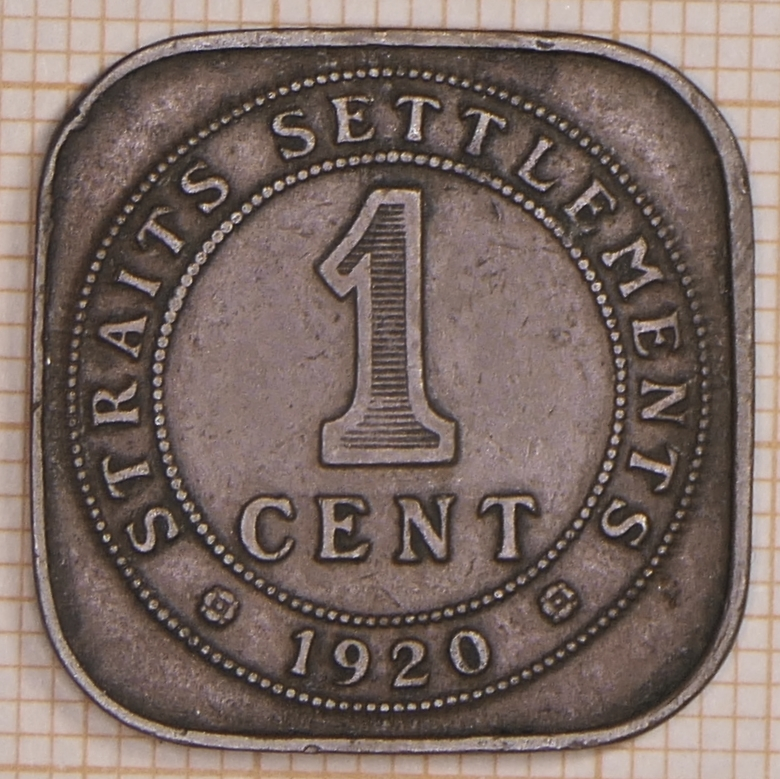
سکه ۱ دلار شهرک‌های تنگه

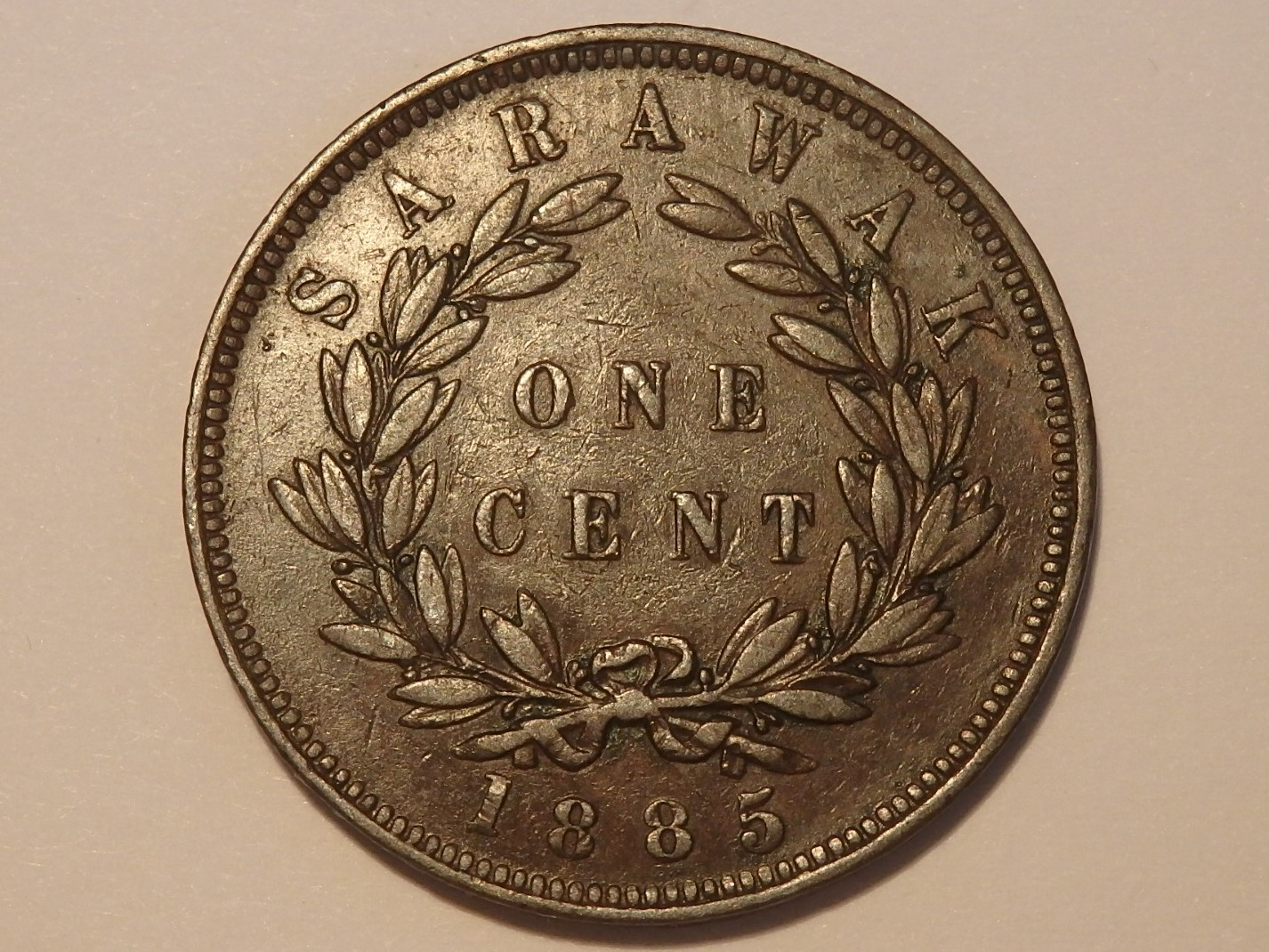
سکه ۱ سنت راج ساراواک

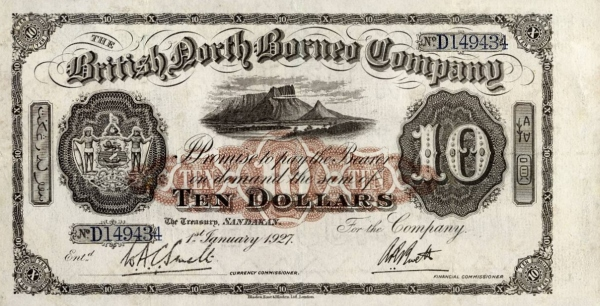
اسکناس ۱۰ دلار شمال بورنئو

این سه سرانجام به دلار مالزی و دلار مالایا و بورنئوی بریتانیا، و آن دو نیز به رینگیت مالزی، دلار برونئی و دلار سنگاپور انجامیدند.

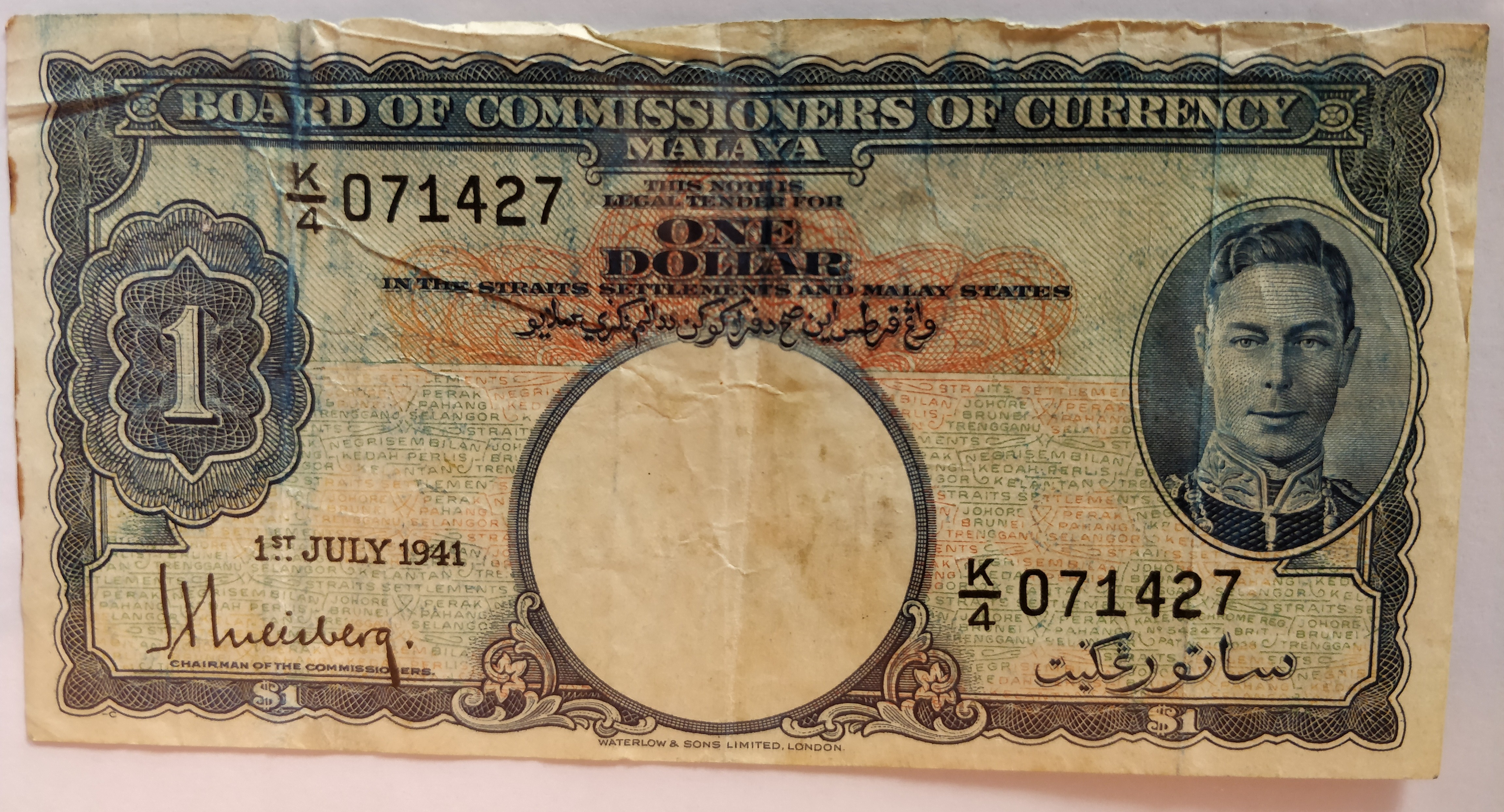
اسکناس ۱ دلار مالزی

در ۲۸ اوت ۱۹۷۵ نام دلار به رینگیت و سنت به سِن تغییر یافت.
در سال ۱۹۹۳ نماد RM جایگزین نماد $ شد که تا پیش از آن به کار می‌رفت.

## اسکناس‌ها

### سری یکم (۱۹۶۷)
اسکناس‌های ۱، ۵، ۱۰، ۵۰ و ۱۰۰$ در ۶ ژوئن ۱۹۶۷ عرضه شدند؛ اسکناس ۱۰۰۰$ در ۲ سپتامبر ۱۹۶۸ به مجموعه اسکناس‌ها پیوست. نگاره عبدالرحمن نگاری سمبیلان، نخستین یانگ دی‌پرتوان آگونگ مالزی بر روی اسکناس‌ها نقش بست
. در پی تغییر املای رسمی واژگان زبان مالایی در ۱۶ اوت ۱۹۷۲ بانک مرکزی مالزی تغییرها را بر روی اسکناس‌ها اعمال کرد و اسکناس‌های دارای املای قدیم و جدید در کنار یکدیگر گردش یافتند.
| سری یکم | سری یکم | سری یکم | سری یکم       | سری یکم                 | سری یکم               | سری یکم        |
| نگاره   | نگاره   | بها     | رنگ           | شرح                     | شرح                   | تاریخ انتشار   |
| رو      | پشت     | بها     | رنگ           | رو                      | پشت                   | تاریخ انتشار   |
| ------- | ------- | ------- | ------------- | ----------------------- | --------------------- | -------------- |
|         |         | $۱      | آبی           | عبدالرحمن نگاری سمبیلان | نشان بانک مرکزی مالزی | ۶ ژوئن ۱۹۶۷    |
|         |         | $۵      | سبز           | عبدالرحمن نگاری سمبیلان | نشان بانک مرکزی مالزی | ۶ ژوئن ۱۹۶۷    |
|         |         | $۱۰     | قرمز          | عبدالرحمن نگاری سمبیلان | نشان بانک مرکزی مالزی | ۶ ژوئن ۱۹۶۷    |
|         |         | $۵۰     | آبی و خاکستری | عبدالرحمن نگاری سمبیلان | نشان بانک مرکزی مالزی | ۶ ژوئن ۱۹۶۷    |
|         |         | $۱۰۰    | بنفش          | عبدالرحمن نگاری سمبیلان | نشان بانک مرکزی مالزی | ۶ ژوئن ۱۹۶۷    |
|         |         | $۱,۰۰۰  | ارغوانی و سبز | عبدالرحمن نگاری سمبیلان | ساختمان پارلمان       | ۲ سپتامبر ۱۹۶۸ |

### سری دوم (۱۹۸۲)
در این سری برای نخستین بار از اسکناس‌های ۲۰ و ۵۰۰$ رونمایی شد.
| سری دوم | سری دوم | سری دوم | سری دوم       | سری دوم                 | سری دوم                       | سری دوم      |
| نگاره   | نگاره   | بها     | رنگ           | شرح                     | شرح                           | تاریخ انتشار |
| رو      | پشت     | بها     | رنگ           | رو                      | پشت                           | تاریخ انتشار |
| ------- | ------- | ------- | ------------- | ----------------------- | ----------------------------- | ------------ |
|         |         | $۱      | آبی           | عبدالرحمن نگاری سمبیلان | بنای یادبود ملی               | ۱۹۸۴         |
|         |         | $۵      | سبز           | عبدالرحمن نگاری سمبیلان | کاخ پیشین یانگ دی‌پرتوان آگونگ | ۱۹۸۴         |
|         |         | $۱۰     | قرمز          | عبدالرحمن نگاری سمبیلان | ایستگاه راه‌آهن کوالا لامپور   | ۱۹۸۳         |
|         |         | $۲۰     | قهوه‌ای و سفید | عبدالرحمن نگاری سمبیلان | بانک مرکزی مالزی              | ۱۹۸۲         |
|         |         | $۵۰     | آبی و خاکستری | عبدالرحمن نگاری سمبیلان | موزه ملی                      | ۱۹۸۳         |
|         |         | $۱۰۰    | بنفش          | عبدالرحمن نگاری سمبیلان | مسجد نگارا                    | ۱۹۸۳         |
|         |         | $۵۰۰    | نارنجی        | عبدالرحمن نگاری سمبیلان | دادگاه عالی پیشین             | ۱۹۸۲         |
|         |         | $۱,۰۰۰  | آبی و سبز     | عبدالرحمن نگاری سمبیلان | ساختمان پارلمان               | ۱۹۸۴         |

### سری سوم (۱۹۹۶)
اسکناس ۲۰ رینگیت در این مجموعه حضور نداشت. در ۲۶ اکتبر ۲۰۰۴ جنس اسکناس ۵ رینگیت به بسپار تغییر یافت.
| سری سوم | سری سوم | سری سوم | سری سوم     | سری سوم       | سری سوم                 | سری سوم                                                | سری سوم         |
| نگاره   | نگاره   | بها     | ابعاد       | رنگ           | شرح                     | شرح                                                    | تاریخ انتشار    |
| رو      | پشت     | بها     | ابعاد       | رنگ           | رو                      | پشت                                                    | تاریخ انتشار    |
| ------- | ------- | ------- | ----------- | ------------- | ----------------------- | ------------------------------------------------------ | --------------- |
|         |         | RM۱     | ۱۲۰ × ۶۵ mm | آبی           | عبدالرحمن نگاری سمبیلان | کوه کینبالو، کوه مولو و بادبادک محلی                   | ۸ نوامبر ۲۰۰۰   |
|         |         | RM۲     | ۱۳۰ × ۶۵ mm | یاسی          | عبدالرحمن نگاری سمبیلان | برج کوالالامپور و ماهواره میاست ستلایت سیستمز          | ۵ فوریه ۱۹۹۶    |
|         |         | RM۵     | ۱۳۵ × ۶۵ mm | سبز           | عبدالرحمن نگاری سمبیلان | فرودگاه بین‌المللی کوالا لامپور و برج‌های دوقلوی پتروناس | ۲۷ سپتامبر ۱۹۹۹ |
|         |         | RM۵     | ۱۳۵ × ۶۵ mm | سبز           | عبدالرحمن نگاری سمبیلان | فرودگاه بین‌المللی کوالا لامپور و برج‌های دوقلوی پتروناس | ۲۶ اکتبر ۲۰۰۴   |
|         |         | RM۱۰    | ۱۴۰ × ۶۵ mm | قرمز          | عبدالرحمن نگاری سمبیلان | قطار، بوئینگ ۷۷۷ مالزی ایرلاینز و میسک برحد            | ۱۰ ژانویه ۱۹۹۸  |
|         |         | RM۱۰    | ۱۴۰ × ۶۵ mm | قرمز          | عبدالرحمن نگاری سمبیلان | قطار، بوئینگ ۷۷۷ مالزی ایرلاینز و میسک برحد            | ۵ ژانویه ۲۰۰۴   |
|         |         | RM۵۰    | ۱۴۵ × ۶۹ mm | آبی و خاکستری | عبدالرحمن نگاری سمبیلان | معدن‌کاری و پتروناس                                     | ۲۰ ژوئیه ۱۹۹۸   |
|         |         | RM۱۰۰   | ۱۵۰ × ۶۹ mm | بنفش          | عبدالرحمن نگاری سمبیلان | پروتون هولدینگ                                         | ۲۶ اکتبر ۱۹۹۸   |

### سری چهارم (۲۰۱۲)
این سری اسکناس ۲۰ رینگیت را به مجموعه اسکناس‌ها بازگرداند. اسکناس‌های سری چهارم در شرکت‌هایی سوئدی، آلمانی، فرانسوی و سوئیسی چاپ می‌شوند. 
| سری چهارم | سری چهارم | سری چهارم | سری چهارم   | سری چهارم | سری چهارم                                                     | سری چهارم                      | سری چهارم     |
| نگاره     | نگاره     | بها       | ابعاد       | رنگ       | شرح                                                           | شرح                            | تاریخ انتشار  |
| رو        | پشت       | بها       | ابعاد       | رنگ       | رو                                                            | پشت                            | تاریخ انتشار  |
| --------- | --------- | --------- | ----------- | --------- | ------------------------------------------------------------- | ------------------------------ | ------------- |
|           |           | RM۱       | ۱۲۰ × ۶۵ mm | آبی       | عبدالرحمن نگاری سمبیلان، ختمی (گل ملی مالزی)، نقش و نگار محلی | بادبادک محلی                   | ۱۶ ژوئیه ۲۰۱۲ |
|           |           | RM۵       | ۱۳۵ × ۶۵ mm | سبز       | عبدالرحمن نگاری سمبیلان، ختمی (گل ملی مالزی)، نقش و نگار محلی | نوک‌شاخ کرگدنی                  | ۱۶ ژوئیه ۲۰۱۲ |
|           |           | RM۱۰      | ۱۴۰ × ۶۵ mm | قرمز      | عبدالرحمن نگاری سمبیلان، ختمی (گل ملی مالزی)، نقش و نگار محلی | رافلزیا                        | ۱۶ ژوئیه ۲۰۱۲ |
|           |           | RM۲۰      | ۱۴۵ × ۶۵ mm | نارنجی    | عبدالرحمن نگاری سمبیلان، ختمی (گل ملی مالزی)، نقش و نگار محلی | لاک‌پشت پوزه‌عقابی و لاک‌پشت چرمی | ۱۶ ژوئیه ۲۰۱۲ |
|           |           | RM۵۰      | ۱۴۵ × ۶۹ mm | آبی و سبز | عبدالرحمن نگاری سمبیلان، ختمی (گل ملی مالزی)، نقش و نگار محلی | تونکو عبدالرحمان، نخل روغنی    | ۳۰ ژوئیه ۲۰۰۸ |
|           |           | RM۱۰۰     | ۱۵۰ × ۶۹ mm | ارغوانی   | عبدالرحمن نگاری سمبیلان، ختمی (گل ملی مالزی)، نقش و نگار محلی | کوه کینبالو و کوه آپی          | ۱۶ ژوئیه ۲۰۱۲ |

### اسکناس‌های یادبود
به مناسبت بازی‌های کشورهای مشترک‌المنافع در سال ۱۹۹۸ اسکناسی یادبود به ارزش ۵۰ رینگیت برای نخستین بار از جنس بسپار توسط شرکت استرالیایی چاپ شد.
به مناسبت پنجاهمین سالگرد استقلال مالزی در سال ۲۰۰۷ اسکناسی یادبود به ارزش ۵۰ رینگیت منتشر شد.
به مناسبت شصتمین سالگرد استقلال مالزی در سال ۲۰۱۷ دو اسکناس یادبود به ارزش‌های ۶۰ و ۶۰۰ رینگیت منتشر شدند. اسکناس ۶۰۰ رینگیت دارای بزرگترین ابعاد اسکناس در طول تاریخ است. نگاره ۱۵ یانگ دی‌پرتوان آگونگ مالزی از استقلال تا تاریخ انتشار اسکناس بر روی اسکناس نقش بسته است.
| اسکناس‌های یادبود | اسکناس‌های یادبود | اسکناس‌های یادبود | اسکناس‌های یادبود | اسکناس‌های یادبود | اسکناس‌های یادبود                                                              | اسکناس‌های یادبود | اسکناس‌های یادبود |
| نگاره            | نگاره            | بها              | ابعاد            | رنگ              | شرح                                                                           | شرح | تاریخ انتشار     |
| رو               | پشت              | بها              | ابعاد            | رنگ              | رو                                                                            | پشت | تاریخ انتشار     |
| ---------------- | ---------------- | ---------------- | ---------------- | ---------------- | ----------------------------------------------------------------------------- | --- | ---------------- |
|                  |                  | RM۵۰             | ۱۵۲ × ۷۶ mm      | زرد و سبز        | عبدالرحمن نگاری سمبیلان، آسمان کوالا لامپور با نمایی از برج‌های دوقلوی پتروناس | ورزشگاه ملی بوکیت جلیل                                                                                                  | ۱ ژوئیه ۱۹۹۸     |
|                  |                  | RM۵۰             | ۱۴۵ × ۶۹ mm      | آبی و سبز        | عبدالرحمن نگاری سمبیلان، ختمی (گل ملی مالزی)                                  | تونکو عبدالرحمان، نخل روغنی و نشان پنجاه‌سالگی استقلال                                                                   | ۲۶ دسامبر ۲۰۰۷   |
|                  |                  | RM۶۰             | ۱۶۲ × ۸۴ mm      | زرد و سبز        | ۱۵ یانگ دی‌پرتوان آگونگ از استقلال تا تاریخ انتشار اسکناس به گرد تخت پادشاهی   | ۹ فرمانروا سند استقلال را امضا می‌کنند، سایه‌نمای تونکو عبدالرحمان، کاخ ملی، کاخ نخست‌وزیر، ساختمان پارلمان و کاخ دادگستری | ۱۴ دسامبر ۲۰۱۷   |
|                  |                  | RM۶۰۰            | ۳۷۰ × ۲۲۰ mm     | زرد و سبز        | ۱۵ یانگ دی‌پرتوان آگونگ از استقلال تا تاریخ انتشار اسکناس به گرد تخت پادشاهی   | ۹ فرمانروا سند استقلال را امضا می‌کنند، سایه‌نمای تونکو عبدالرحمان، کاخ ملی، کاخ نخست‌وزیر، ساختمان پارلمان و کاخ دادگستری | ۱۴ دسامبر ۲۰۱۷   |

## نرخ کنونی ارز
| ارز           | ۱۹۹۳                                | ۱۹۹۵     | ۲۰۰۰ | ۲۰۰۱ | ۲۰۰۲ | ۲۰۰۳ | ۲۰۰۴ | ۲۰۰۵ | ۲۰۰۶ | ۲۰۰۷ | ۲۰۰۸ | ۲۰۰۹ | ۲۰۱۰ | ۲۰۱۱ | ۲۰۱۹ | ۲۰۲۲ |
| ------------- | ----------------------------------- | -------- | ---- | ---- | ---- | ---- | ---- | ---- | ---- | ---- | ---- | ---- | ---- | ---- | ---- | ---- |
| دلار آمریکا   | ۲٫۵۷                                | ۲٫۵۴     | ۳٫۸  | ۳٫۸  | ۳٫۸  | ۳٫۸  | ۳٫۸  | ۳٫۷۸ | ۳٫۶۶ | ۳٫۴۳ | ۳٫۳۳ | ۳٫۵۲ | ۳٫۰۶ | ۳٫۱۷ | ۴٫۱۱ | ۴٫۴۱ |
| یورو          | مارک آلمان: ۱٫۵۵ فرانک فرانسه: ۰٫۴۵ | ۱٫۵۹ ۰٫۵ | ۳٫۵  | ۳٫۴  | ۳٫۵۹ | ۴٫۲۹ | ۴٫۷۲ | ۴٫۷۱ | ۴٫۶  | ۴٫۷  | ۴٫۸۸ | ۴٫۹  | ۴٫۰۹ | ۴٫۱  | ۴٫۵۸ | ۴٫۶  |
| پوند استرلینگ | ۳٫۸۶                                | ۳٫۹۴     | ۵٫۷۶ | ۵٫۴۸ | ۵٫۷  | ۶٫۲۱ | ۶٫۹۵ | ۶٫۸۹ | ۶٫۷۵ | ۶٫۸۷ | ۶٫۳۶ | ۵٫۵  | ۴٫۷۵ | ۴٫۹۱ | ۵٫۰۱ | ۵٫۳۳ |
| دلار سنگاپور  | ۱٫۵۹                                | ۱٫۷۹     | ۲٫۲  | ۲٫۱۲ | ۲٫۱۲ | ۲٫۱۸ | ۲٫۲۴ | ۲٫۲۷ | ۲٫۳  | ۲٫۲۸ | ۲٫۳۵ | ۲٫۴۲ | ۲٫۳۸ | ۲٫۴۴ | ۳٫۰۴ | ۳٫۱۶ |
| دلار استرالیا | ۱٫۷۴                                | ۱٫۸۸     | ۲٫۲  | ۱٫۹۶ | ۲٫۰۶ | ۲٫۴۷ | ۲٫۷۹ | ۲٫۸۸ | ۲٫۷۶ | ۲٫۸۷ | ۲٫۸۲ | ۲٫۷۸ | ۳٫۱۱ | ۳٫۲۲ | ۲٫۸۴ | ۳٫۰۱ |
| ین ژاپن       | ۰٫۰۲                                | ۰٫۰۲     | ۰٫۰۳ | ۰٫۰۳ | ۰٫۰۳ | ۰٫۰۳ | ۰٫۰۳ | ۰٫۰۳ | ۰٫۰۳ | ۰٫۰۲ | ۰٫۰۳ | ۰٫۰۳ | ۰٫۰۳ | ۰٫۰۴ | ۰٫۰۳ | ۰٫۰۳ |
| یوآن چین      | ۰٫۴۴                                | ۰٫۳      | ۰٫۴۵ | ۰٫۴۵ | ۰٫۴۵ | ۰٫۴۵ | ۰٫۴۵ | ۰٫۴۶ | ۰٫۴۵ | ۰٫۴۵ | ۰٫۴۷ | ۰٫۵۱ | ۰٫۴۶ | ۰٫۵  | ۰٫۶۵ | ۰٫۶۶ |